# Crossover (eletrônica)
Um crossover é um filtro eletrônico baseado na frequência sonora. 

## Visão geral
A definição de um cruzamento de áudio ideal muda em relação à tarefa e à aplicação de áudio disponível. Se as faixas separadas devem ser misturados juntos novamente (como no processamento multibanda), então o cruzamento perfeito de áudio iria dividir o sinal de áudio de entrada em faixas separadas que não se sobrepõem ou interagem e que resultam em um sinal de saída inalterada em  frequência, níveis relativos e resposta de fase. Este desempenho ideal só pode ser aproximado. Como implementar a melhor abordagem é uma questão de debate animado. Por outro lado, se as bandas crossover Separa o áudio em um alto-falante, não há nenhuma exigência para características Matematicamente ideal dentro da própria passagem, como a resposta dos dispositivos altifalantes frequência e fase irá eclipsar Dentro de suas montagens os resultados. A saída satisfatória do sistema completo, incluindo o crossover de áudio  e  os alto-falantes em seu (s) gabinete (s) é a meta do projeto. Esse objetivo é frequentemente alcançado usando características de filtro de crossover não ideais e assimétricas.

## Tipos

### Quanto a filtros de frequência
- Passa alta ("high pass"): é um filtro que permite que frequências acima de um certo ponto passem sem serem filtradas, aquelas abaixo do mesmo ponto continuam a passar pelo filtro, mas são atenuadas de acordo com a curva do crossover.

- Passa baixa ("low pass"): é um filtro que permite que frequências abaixo de um certo ponto passem sem serem filtradas, aquelas acima do mesmo ponto são atenuadas.

- Passa faixa ("band pass"): é o filtro que permite a passagem de uma certa gama de frequências, atenuando aquelas acima ou abaixo daquela faixa.

### Quanto aos componentes
Existem crossovers passivos, que são coleções de componentes puramente passivos (sem alimentação), sendo que a maioria deles são compostos por capacitores, indutores (bobinas) e algumas vezes resistores. Existem também os crossovers ativos, que são circuitos com alimentação. Crossovers passivos são tipicamente colocados entre o amplificador e os alto falantes, enquanto crossovers ativos são tipicamente colocados entre a unidade principal e o amplificador. Existem alguns poucos crossovers passivos que são desenhados para serem usados entre a unidade principal e o amplificador, mas o ponto de corte das freqüências (mais conhecido como "crossover point" ou ponto de corte) destes crossovers não são bem definidos, pois estes dependem na impedância de entrada do amplificador, que varia de amplificador para amplificador.
Existem muitas razões para a utilização de crossovers. Uma delas é para filtrar graves profundos de pequenos alto falantes (tweeters), evitando-se assim a queima dos mesmos. Outro uso é para separar o sinal em um sistema com multi-alto falantes, pois o woofer vai receber somente o grave, o midrange recebe as frequências médias e o tweeter recebe os agudos.

### Quanto à ordem e ponto de corte
A ordem de um crossover indica o quão profunda é sua curva de atenuação. Um crossover de primeira ordem deixa sair um sinal a -6 dB/oitava (isto é, o quadruplo da potência pelo dobro ou metade da frequência). Um crossover de segunda ordem tem uma curva de -12 dB/oitava, um de terceira ordem tem uma curva de -18 dB/oitava, e assim sucessivamente. 
O ponto de corte do crossover é geralmente a frequência na qual temos o início de uma atenuação de 3dB do sinal de entrada. Assim no caso de termos um crossover passa alta de primeira ordem com ponto de corte em 200Hz e injetamos um sinal composto de várias frequências, vamos obter na saída um sinal a 200 Hz com uma atenuação de -3dB, a 100 Hz (próxima oitava) uma atenuação de -9dB, a 50 Hz uma atenuação de -15 dB e assim sucessivamente.
Deve ser notado que uma curva de um crossover, como definido acima, é somente uma aproximação, pois existem muitas variações e influências em crossovers. A impedância esperada de um crossover passivo é também importante.
Um crossover passa alta que é projetado como sendo de 6dB/oitava e tendo um ponto de corte a 200 Hz com uma carga de 4ohms não terá a mesma frequência de corte com uma carga diferente de 4 ohms. 